# Baby’s Coming Back/Transylvania
Baby's Coming Back/Transylvania – czwarty singel poprockowego zespołu McFly z trzeciej płyty Motion in the Ocean. Siódmy singel numer jeden UK Singles Chart na koncie zespołu. 
„Baby's Coming Back” to cover utworu zespołu Jellyfish z 1991 roku. Melodia rozpoczynająca utwór „Transylvania” to początek Toccaty i fugi d-moll Johanna Sebastiana Bacha.

## Lista utworów

### UK CD Single
1. „Baby's Coming Back”
2. „Transylvania”
3. „Fight for Your Right” (Live)

### UK DVD Single
1. „Baby's Coming Back” (Audio)
2. „Transylvania” (Audio)
3. „Transylvania” (Teledysk)
4. „Up Close & Personal Tour Opening Night”
5. „Studio Tour”